# North American Agreement on Environmental Cooperation
Das North American Agreement on Environmental Cooperation (NAAEC) (Nordamerikanisches Abkommen
über die Umweltzusammenarbeit) ist ein Seitenabkommen des Nordamerikanischen Freihandelsabkommens (NAFTA). Das Abkommen soll die Rahmenbedingungen für den Erhalt und Schutz der nordamerikanischen Umwelt schaffen. Dies soll durch eine Kooperation der Vertragsstaaten und durch eine effektive Umsetzung der Umweltschutzgesetze erreicht werden. Das North American Agreement on Environmental Cooperation wurde von Kanada, Mexiko und den Vereinigten Staaten von Amerika unterzeichnet und trat am 1. Januar 1994 in Kraft. Im Rahmen des NAAEC wurde auch die Commission for Environmental Cooperation (CEC) gegründet.